# Papubolbe flava
Papubolbe flava är en bönsyrseart som beskrevs av Max Beier 1965. Papubolbe flava ingår i släktet Papubolbe och familjen Iridopterygidae. Inga underarter finns listade i Catalogue of Life.